# Paul Graton
Pour les articles homonymes, voir Graton.
Paul Graton, né le 5 juin 1990 à Nantes, est un kayakiste français.

## Palmarès
- Championnats du monde de descente 2018
  -  Médaille d'or en K1 classique par équipe.
  -  Médaille d'argent en K1 sprint par équipe.
  -  Médaille de bronze en K1 classique.
- Championnats du monde de descente 2017
  -  Médaille d'or en K1 sprint par équipe.
- Championnats du monde de descente 2016
  -  Médaille d'argent en K1 sprint[2].
  -  Médaille d'argent en K1 sprint par équipe.
- Championnats du monde de descente 2015
  -  Médaille d'or en K1 sprint.
  -  Médaille d'or en K1 sprint par équipe.
- Championnats du monde de descente 2014
  -  Médaille d'or en K1 classique par équipe.
  -  Médaille de bronze en K1 sprint.
- Championnats du monde de descente 2012
  -  Médaille d'or en K1 classique par équipe.
- Championnats du monde de descente 2011
  -  Médaille d'argent en K1 sprint par équipe.
  -  Médaille de bronze en K1 sprint.